# Johannes Dillinger

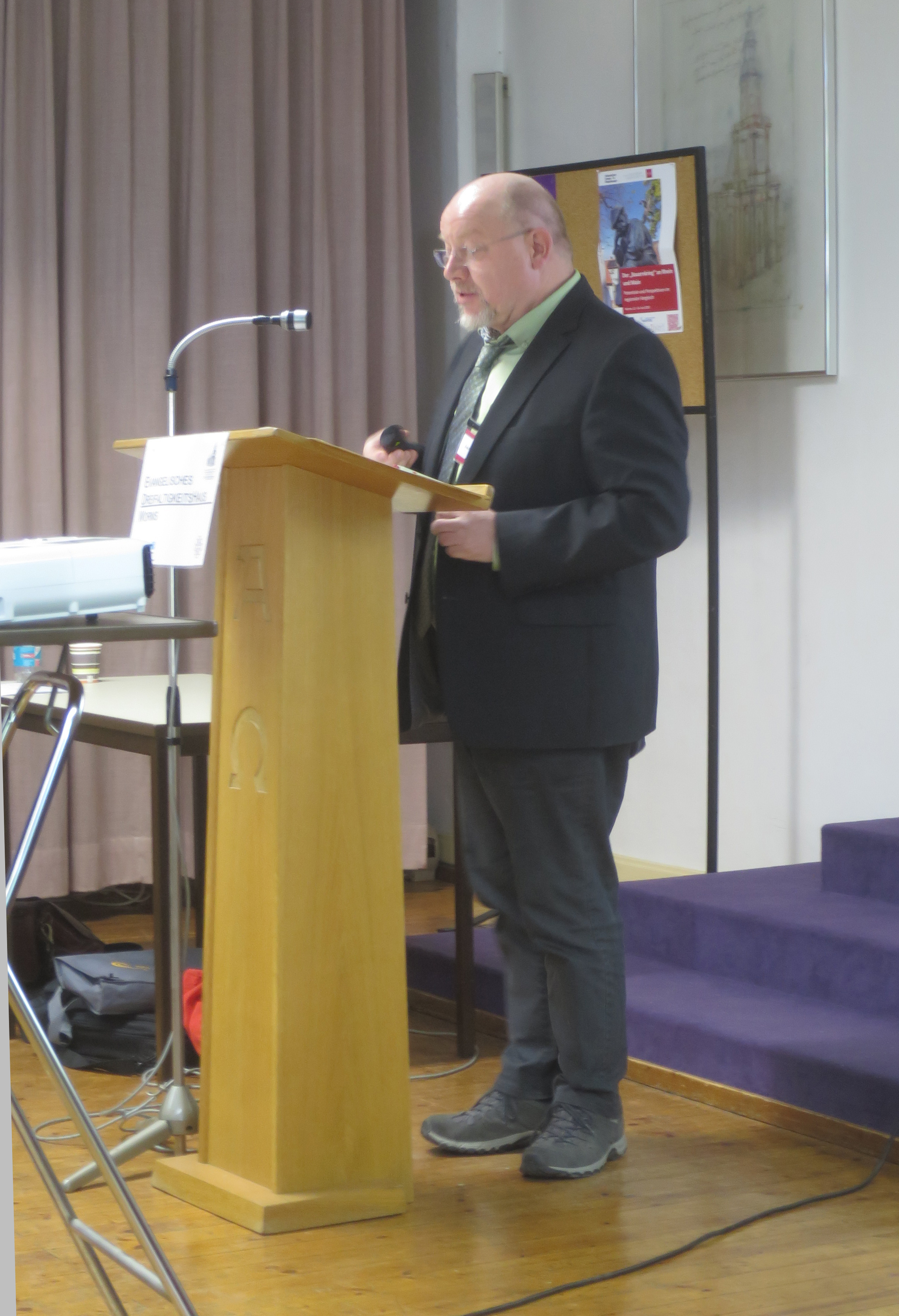
Johannes Dillinger

Johannes Dillinger (* 1968 in Saarlouis) ist ein deutscher Historiker für die Frühe Neuzeit und Hochschullehrer.
Von 1989 bis 1995 studierte Dillinger Geschichte, katholische Theologie und Pädagogik bis zum Staatsexamen an der Eberhard Karls Universität Tübingen und der University of East Anglia in Norwich in England. An der Universität Trier erhielt er ein Stipendium und arbeitete von 1995 bis 1998 im Graduiertenkolleg des Projekts Westeuropa in vergleichender historischer Perspektive und im Sonderforschungsbereich Zwischen Maas und Rhein. In Trier wurde er schließlich 1998 mit der Dissertation „Böse Leute“: Hexenverfolgungen in Schwäbisch-Österreich und Kurtrier im Vergleich promoviert, wobei er 1300 Hexenverfolgungen in den beiden Gebieten verglich. Die Arbeit erhielt den Friedrich-Spee-Preis für einen herausragenden Beitrag zur Geschichte der Hexenverfolgung und den Preis für die beste Dissertation der Universität Trier. Vom selben Jahr bis 1999 war er dort auch Lehrbeauftragter.
1999 wurde er mit dem Projekt Kommune und territoriale Staatlichkeit: Bedingungen, Formen und Ziele lokaler Repräsentation in Europa und Neuengland, 16.–18. Jahrhundert in das Emmy Noether-Programm der DFG aufgenommen. In den Jahren 2000 und 2001 trat er das Emmy Noether Stipendium an und forschte in den Vereinigten Staaten. Er war Gastwissenschaftler an der Georgetown University und dem German Historical Institute, beide in Washington D.C., und erhielt als erster Deutscher ein Andrew-Mellon-Stipendium der Massachusetts Historical Society. Wieder zurück in Deutschland leitete er an der Universität Trier von 2002 bis 2006 eine Emmy-Noether-Nachwuchsgruppe, die eine vergleichende Studie der politischen Repräsentation der Landbevölkerung in Neuengland und im frühmodernen Europa durchführte. 2006  habilitierte er sich an der Universität Trier mit der Schrift Die politische Repräsentation der Landbevölkerung. Neuengland und Europa in der Frühen Neuzeit.
Von 2007 bis 2009 war er „Senior Lecturer in Early Modern History“ an der Oxford Brookes University. 2009 erhielt er ein Heisenberg-Stipendium der DFG, das er an der Johannes Gutenberg-Universität Mainz umsetzte. 2013 wurde er in Mainz umhabilitiert und erhielt die Lehrberechtigung für Geschichte der Neuzeit und Landesgeschichte. Er nimmt Lehraufträge in Mainz wahr und ist als „Professor of Early Modern History“ an der Oxford Brookes University tätig.
Seine Forschungsschwerpunkte sind Europa und Nordamerika vom 16. bis zum 19. Jahrhundert und dort: Geschichte des Bauernstandes, ländliche Kultur, politische Repräsentationssysteme (Landtage, Stände und Parlamente) und Staatsbildungsprozesse, Kolonialismus, Magie und Hexenverfolgung, Konfessionalisierung, politische Kriminalität und Vorläufer des Terrorismus sowie vergleichende Historiografie, Regionalgeschichte und Vermittlung von Geschichte an Universitäten und Schulen.
Seit 2006 ist er Mitglied des Herausgebergremiums der Zeitschrift Magic, Ritual, and Witchcraft, die bei der University of Pennsylvania Press erscheint.

## Veröffentlichungen (Auswahl)
Monografien
- Die Hexenverfolgung in Überlingen. Gmeiner Verlag, Meßkirch 2023. ISBN 978-3-8392-0345-3.
- Von der Steinzeit bis ins 21. Jahrhundert: Die Geschichte der Stadt Lebach. Krüger Druck + Verlag GmbH & Co. KG, Dillingen 2016, ISBN 978-3-9818087-5-9.
- Uchronie. Ungeschehene Geschichte von der Antike bis zum Steampunk. Schöningh, Paderborn 2015.
- Kinder im Hexenprozess. Magie und Kindheit in der Frühen Neuzeit. Steiner, Stuttgart 2013, ISBN 978-3-515-10312-1.
- Auf Schatzsuche. Von Grabräubern, Geisterbeschwörern und anderen Jägern verborgener Reichtümer. Herder, Freiburg i. Br. 2011, ISBN 978-3-451-30299-2.
- Magical Treasure Hunting in Europe and North America. A History. Palgrave Macmillan, Basingstoke 2011, ISBN 0-230-00004-5
- Die politische Repräsentation der Landbevölkerung. Neuengland und Europa in der Frühen Neuzeit (=Transatlantische Historische Studien. Band 34). Steiner, Stuttgart 2008, ISBN 3-515-09162-9 (Habilitationsschrift, Universität Trier, 2006).
- Terrorismus. Wissen was stimmt (= Herder Spektrum. Bd. 5866). Herder, Freiburg im Breisgau 2008, ISBN 3-451-05866-9.
- Hexen und Magie. Eine historische Einführung (= Historische Einführungen. Band 3). Campus, Frankfurt am Main 2007, ISBN 3-593-38302-0.
- „Böse Leute“. Hexenverfolgungen in Schwäbisch-Österreich und Kurtrier im Vergleich (= Trierer Hexenprozesse. Quellen und Darstellungen. Band 5). Spee, Trier 1999, ISBN 3-87760-127-8 (Dissertation, Universität Trier, 1998).
  - gekürzte englische Übersetzung: „Evil People“. A Comparative Study of Witch-Hunts in Swabian Austria and the Electorate of Trier (= Studies in Early Modern German History). Übersetzt von Laura Stokes. University Press of Virginia, Charlottesville, 2009, ISBN 0-8139-2806-0.
- Hexenprozesse in Horb (= Veröffentlichungen des Kultur- und Museumsvereins Horb. Band 11). Hrsg. von Joachim Lipp. Kultur- und Museumsverein, Horb 1994.

Herausgeberschaften
- mit Markus Hirte: Schatz und Schatzsuche in Recht und Geschichte (= Katalog zur gleichnamigen Ausstellung ab 30. April 2023 bis Ende 2024 im Mittelalterlichen Kriminalmuseum in Rothenburg ob der Tauber, Katalog; 4). EOS-Verlag, St. Ottilien 2023, ISBN 978-3-8306-8177-9.
- The Routledge history of witchcraft. Routledge, London 2020, ISBN 978-1-000-76556-4 (E-Book), ISBN 978-1-138-78220-4.
- Die Vermittlung von Landesgeschichte. Beiträge zur Praxis der historischen Didaktik. Verlag Regionalkultur, Heidelberg 2010, ISBN 3-89735-637-6.
- mit Jürgen Michael Schmidt, Dieter R. Bauer: Hexenprozess und Staatsbildung – Witch-Trials and State-Building (= Hexenforschung. Band 12). Verlag für Regionalgeschichte, Bielefeld 2008, ISBN 3-89534-732-9.
- Zauberer – Selbstmörder – Schatzsucher: Magische Kultur und behördliche Kontrolle im frühneuzeitlichen Württemberg. Kliomedia, Trier 2003, ISBN 3-89890-067-3